# Margaret Livingston
Margaret Livingston, conosciuta anche con il nome Marguerite Livingston, (Salt Lake City, 25 novembre 1900 – Warrington, 13 dicembre 1985), è stata un'attrice statunitense.

## Biografia
Nata nello Utah, a Salt Lake City, Margaret Livingston fu una nota attrice cinematografica, la cui carriera si svolse in gran parte all'epoca del muto. Anche sua sorella Ivy, lavorò nel cinema.
Il suo debutto cinematografico risale al 1916, in un film diretto da Paul Powell. Prese parte in tutto a circa un'ottantina di pellicole, di cui una cinquantina erano film muti, dimostrando così di non aver avuto grandi problemi nel passaggio dal muto al sonoro. Una delle sue performance più notevoli fu quella di coprotagonista in Aurora di Friedrich Wilhelm Murnau, dove lavorò al fianco di George O'Brien e di Janet Gaynor. Fu anche doppiatrice: sua la voce di Louise Brooks in La canarina assassinata. Tra i registi che la diressero, Clarence Brown, Sidney Olcott, Frank Borzage, John Ford, Frank Capra, Allan Dwan, Roy Del Ruth, Paul Leni, Mervyn LeRoy e Michael Curtiz.

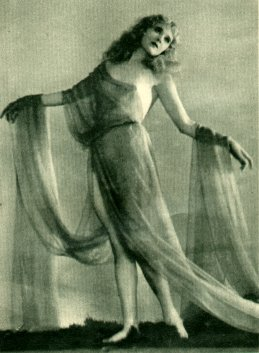
Margaret Livingston su Artists & Models (1927)

Si ritirò dallo schermo nel 1934 dopo che, nel 1931, si era sposata con il famoso direttore d'orchestra Paul Whiteman, conosciuto come il "re del jazz".
Margaret Livingston morì a Warrington, in Pennsylvania, il 13 dicembre 1985 all'età di ottantacinque anni.

### Il caso Ince
Nel novembre 1924,  Margaret Livingston era a bordo dello yacht "Oneida", ospite di William Randolph Hearst, il proprietario del panfilo. L'occasione doveva essere quella di festeggiare il compleanno del famoso produttore Thomas H. Ince ma il party finì in tragedia: Ince, ufficialmente, morì di crisi cardiaca. Il suo corpo venne cremato e non si poté mai accertare la vera causa della sua morte. A Hollywood si parlò a lungo di prove manomesse e una delle versioni più accreditate fu quella di Hearst che avrebbe ucciso per sbaglio Ince, colpito a morte da una pallottola che aveva forse come bersaglio Charles Chaplin, presunto amante di Marion Davies, l'amante ufficiale del potente editore. Nel 2001, Peter Bogdanovich ricostruì la storia con il film Hollywood Confidential, dove Margaret Livingston fu impersonata da Claudia Harrison. Nel film, viene adombrata una relazione tra l'attrice e Ince.

## Filmografia
La filmografia è completa.

### Attrice
- The Chain Invisible, regia di Frank Powell (1916)
- Alimony, regia di Emmett J. Flynn (1917)
- Within the Cup, regia di Raymond B. West (1918)
- The Busher, regia di Jerome Storm (1919)
- All Wrong, regia di Raymond B. West e William Worthington (1919)
- Haunting Shadows, regia di Henry King (1919)
- What's Your Husband Doing?, regia di Lloyd Ingraham (1920)
- Water, Water, Everywhere, regia di Clarence G. Badger (1920)
- Hairpins, regia di Fred Niblo (1920)
- The Brute Master, regia di Roy Marshall (1920)
- The Parish Priest, regia di Joseph Franz (1920)
- Lying Lips, regia di John Griffith Wray (1921)
- The Home Stretch, regia di Jack Nelson (1921)
- Colorado Pluck, regia di Jules Furthman (1921)
- Passing Through, regia di William A. Seiter (1921)
- Eden and Return, regia di William A. Seiter (1921)
- The Social Buccaneer, regia di Robert F. Hill (1923)
- Divorce, regia di Chester Bennett (1923)
- Love's Whirlpool, regia di Bruce M. Mitchell (1924)
- Wandering Husbands, regia di William Beaudine (1924)
- Her Marriage Vow, regia di Millard Webb (1924)
- Butterfly, regia di Clarence Brown (1924)
- The Chorus Lady, regia di Ralph Ince (1924)
- Capital Punishment, regia di James P. Hogan (1925)
- La scala del sogno (Up the Ladder), regia di Edward Sloman (1925)
- I'll Show You the Town, regia di Harry A. Pollard (1925)
- Greater Than a Crown, regia di Roy William Neill (1925)
- The Wheel, regia di Victor Schertzinger (1925)
- Havoc, regia di Rowland V. Lee (1925)
- After Marriage, regia di Norman Dawn (1925)
- The Best People, regia di Sidney Olcott (1925)
- L'ospite senza nome (When the Door Opened), regia di Reginald Barker (1925)
- Wages for Wives, regia di Frank Borzage (1925)
- The Yankee Señor, regia di Emmett J. Flynn (1926)
- Hell's Four Hundred, regia di John Griffith Wray (1926)
- A Trip to Chinatown, regia di Robert P. Kerr (1926)
- Aquile azzurre (The Blue Eagle), regia di (non accreditato) John Ford (1926)
- Womanpower, regia di Harry Beaumont (1926)
- Breed of the Sea, regia di Ralph Ince (1926)
- Slaves of Beauty, regia di John G. Blystone (1927)
- Secret Studio, regia di Victor Schertzinger (1927)
- Lightning, regia di James C. McKay (1927)
- Married Alive, regia di Emmett J. Flynn (1927)
- The Girl from Gay Paree, regia di Phil Goldstone e Arthur Gregor (1927)
- Aurora (Sunrise), regia di Friedrich Wilhelm Murnau (1927)
- The American Beauty, regia di Richard Wallace (1927)
- Streets of Shanghai, regia di Louis J. Gasnier (1927)
- A Woman's Way, regia di Edmund Mortimer (1928)
- Mad Hour, regia di Joseph C. Boyle (1928)
- The Scarlet Dove, regia di Arthur Gregor (1928)
- Wheel of Chance, regia di Alfred Santell (1928)
- La maniera del forte (The Way of the Strong), regia di Frank Capra (1928)
- Dillo con lo zibellino (Say It with Sables), regia di Frank Capra (1928)
- Through the Breakers, regia di Joseph C. Boyle (1928)
- Beware of Bachelors, regia di Roy Del Ruth (1928)
- Don Giovanni innamorato (His Private Life), regia di Frank Tuttle (1928)
- The Apache, regia di Phil Rosen (1928)
- L'ultimo avviso (The Last Warning) regia di Paul Leni (1929)
- Il processo Bellamy (Bellamy Trial), regia di Monta Bell (1929)
- La canarina assassinata (The Canary Murder Case), regia di Malcolm St. Clair e Frank Tuttle (1929)
- The Office Scandal, regia di Paul L. Stein (1929)
- Il giustiziere (The Charlatan), regia di George Melford (1929)
- Parigi che canta (Innocents of Paris), regia di Richard Wallace (1929)
- The Girl Who Wouldn't Wait, regia di Leon Abrams (1929)
- Tonight at Twelve, regia di Harry A. Pollard (1929)
- Acquitted, regia di Frank R. Strayer (1929)
- Two O'Clock in the Morning
- Le sette chiavi (Seven Keys to Baldpate), regia di Reginald Barker (1929)
- L'assassino sul tetto (Murder on the Roof)
- For the Love o' Lil
- Che tipo di vedova! (What a Widow!), regia di Allan Dwan (1930)
- L'ultimo poker (Big Money), regia di Russell Mack (1930)
- The Lady Refuses, regia di George Archainbaud (1931)
- Kiki, regia di Sam Taylor (1931)
- God's Gift to Women, regia di Michael Curtiz (1931)
- Smart Money, regia di Alfred E. Green (1931)
- Broadminded, regia di Mervyn LeRoy (1931)
- Sangue ribelle (Call Her Savage), regia di John Francis Dillon (1932)
- Social Register, regia di Marshall Neilan (1934)

### Film o documentari dove appare Margaret Livingston
- Screen Snapshots, Series 1, No. 19, documentario (1921)
- A Tour of the Thomas Ince Studio, regia di Hunt Stromberg (1924)

### Doppiatrice
- La canarina assassinata (The Canary Murder Case), regia di Malcolm St. Clair e Frank Tuttle (1929)

## Galleria d'immagini

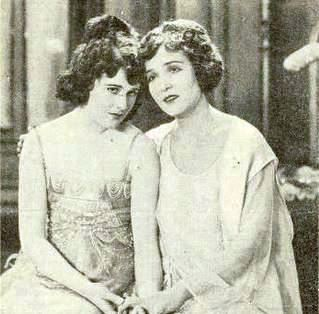
Livingston e Florence Vidor in Lying Lips (1921)
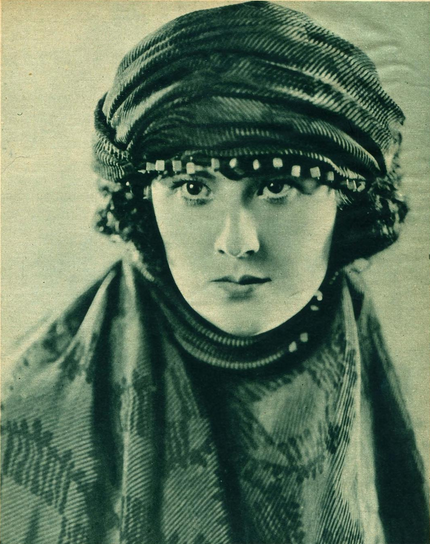
In The Social Buccaneer (1923)
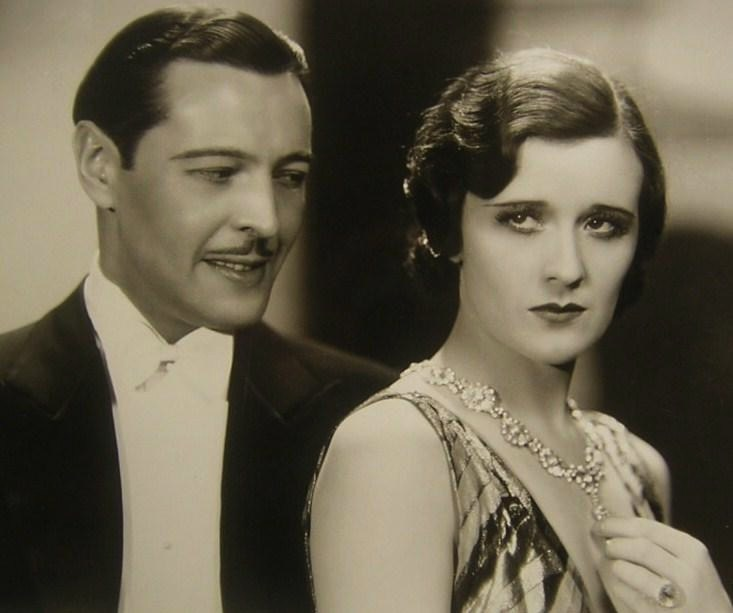
Con Ivan Lebedeff in The Lady Refuses (1931)